# عمر من وجهة نظر السنة
إن نظرة المسلمين السنة إلى عمر بن الخطاب (584-644 م) تصوره باعتباره ثاني الشخصيات تقديرًا بعد النبي محمد. ويُعتبر الخليفة الثاني في خلافة الراشدين وشخصية محورية في التوسع المبكر وتعزيز الدولة الإسلامية. ويُعتبر اعتناقه الإسلام نقطة تحول في حياة المجتمع الإسلامي المبكر حسب الاعتقاد السنوي، إذ عزز معنوياته وحضوره العام في مكة بشكل كبير. وُصِف عمر بأنه النبي المحتمل لولا أن النبي محمد خاتم الأنبياء، كما يُبجَّل أيضًا لتلقيه الثناء الإلهي ودوره الوقائي ضد الفتنة، مع وجود العديد من التقاليد السنية التي تؤكد العواقب الوخيمة لأولئك الذين يسبونه.

## إدانة سب عمر
يحتفظ التراث الإسلامي السني بالعديد من الروايات التي تدعو إلى احترام صحابة النبي محمد، وتنهى عن سبّهم أو الإساءة إليهم. وهو ما يعكس روح التقدير المتبادل بين رموز الإسلام الأوائل. ورغم اختلاف الرؤى بين السنة والشيعة في تقييم بعض الشخصيات التاريخية، إلا أن الغالبية في كلا المذهبين تنأى بنفسها عن خطاب الكراهية أو السب (طالع: فتوى خامنئي بتحريم الإساءة لرموز أهل السنة وزوجات النبي).

## طالع أيضًا
- عمر من وجهة نظر الشيعة